# Polo nos Jogos Olímpicos
O polo foi introduzido nos Jogos Olímpicos na edição de Paris 1900. Com participações intercaladas em outras três Olimpíadas, o polo foi removido do programa olímpico após os Jogos de Berlim 1936. Apenas o torneio masculino era disputado.

## Eventos
| Evento    | 96 | 00 | 04 | 08 | 12 | 20 | 24 | 28 | 32 | 36 | 48 | 52 | 56 | 60 | 64 | 68 | 72 | 76 | 80 | 84 | 88 | 92 | 96 | 00 | 04 | 08 | 12 | Edições |
| --------- | -- | -- | -- | -- | -- | -- | -- | -- | -- | -- | -- | -- | -- | -- | -- | -- | -- | -- | -- | -- | -- | -- | -- | -- | -- | -- | -- | ------- |
| Masculino |    | •  |    | •  |    | •  | •  |    |    | •  |    |    |    |    |    |    |    |    |    |    |    |    |    |    |    |    |    | 5       |

## Resultados
| Ano                       | Final                                     | Final  | Final                                                         |                                                             | Disputa do bronze | Disputa do bronze | Disputa do bronze |
| ------------------------- | ----------------------------------------- | ------ | ------------------------------------------------------------- | ----------------------------------------------------------- | ----------------- | ----------------- | ----------------- |
| Ano                       | Ouro                                      | Placar | Prata                                                         | Bronze                                                      | Placar            | Quarto colocado   |                   |
| Paris 1900 (detalhes)     | ZZX Equipa mista ( Foxhunters Hurlingham) | 3 - 1  | ZZX Equipa mista ( BLO Polo Club Rugby)                       | ZZX Equipa mista ( Bagatelle Polo Club de Paris) MEX México | [a]               | -                 |                   |
| Londres 1908 (detalhes)   | GBR Grã-Bretanha (Roehampton)             | [b]    | GBR Grã-Bretanha (Hurlingham Club) GBR Grã-Bretanha (Irlanda) | -                                                           | -                 | -                 |                   |
| Antuérpia 1920 (detalhes) | GBR Grã-Bretanha                          | [c]    | ESP Espanha                                                   | USA Estados Unidos                                          | [c]               | BEL Bélgica       |                   |
| Paris 1924 (detalhes)     | ARG Argentina                             | [c]    | USA Estados Unidos                                            | GBR Grã-Bretanha                                            | [c]               | ESP Espanha       |                   |
| Berlim 1936 (detalhes)    | ARG Argentina                             | 11 - 0 | GBR Grã-Bretanha                                              | MEX México                                                  | 16 - 2            | HUN Hungria       |                   |

- a Não houve disputa do terceiro lugar.
- b O Roehampton venceu a primeira partida contra o Hurlingham Club e disputou o título contra a Irlanda na segunda partida. Como não houve final, as equipes perdedoras dividiram o segundo lugar.
- c Disputa por pontos corridos.

## Quadro geral de medalhas
| Ordem | País               | Medalha de ouro | Medalha de prata | Medalha de bronze |    |
| ----- | ------------------ | --------------- | ---------------- | ----------------- | -- |
| 1     | GBR Grã-Bretanha   | 2               | 3                | 1                 | 6  |
| 2     | ARG Argentina      | 2               |                  |                   | 2  |
| 3     | ZZX Equipa mista   | 1               | 1                | 1                 | 3  |
| 4     | USA Estados Unidos |                 | 1                | 1                 | 1  |
| 5     | ESP Espanha        |                 | 1                |                   | 1  |
| 6     | MEX México         |                 |                  | 2                 | 2  |
| TOTAL | TOTAL              | 5               | 6                | 5                 | 16 |